# Actinocoris signatus
Actinocoris signatus är en insektsart som beskrevs av Reuter 1880. Actinocoris signatus ingår i släktet Actinocoris och familjen ängsskinnbaggar. Enligt den finländska rödlistan är arten sårbar i Finland. Artens livsmiljö är strandängar vid Östersjön. Inga underarter finns listade i Catalogue of Life.